# Bad Gottleuba-Berggießhübel
Bad Gottleuba-Berggießhübel là một thị xã ở huyện Sächsische Schweiz-Osterzgebirge trong bang tự do Sachsen, Đức. Đô thị này giáp Cộng hòa Séc ở phía nam.
Các làng sau thuộc đô thị này: Oelsen ở đông nam, Markersbach và Hellendorf ở đông nam, Hartmannsbach, Breitenau, Börnersdorf và Hennersbach ở tây nam, Bad Gottleuba và Berggießhübel ở trung bộ và Zwiesel, Bahra và Langenhennersdorf ở phía bắc. 